# Pacman (менеджер пакунків)
Pacman — система керування пакунками, що входить до стандартного набору програм у Arch Linux. Pacman дозволяє керувати пакунками незалежно від того чи встановлені вони з офіційних репозиторіїв Arch, чи самостійно зібрані користувачем.
Pacman використовує попередньо відкомпільовані бінарні файли що поширюються в стисненому архіві .tar.

## Історія
Pacman був написаний творцем Arch-у Джажом Вінетом.

## Приклади використання

### Встановлення пакунків
Операція встановлення одного чи декількох пакунків виконується за допомогою команди:
```
pacman -S ім'я_пакунку_1 ім'я_пакунку_2
```

Деякі пакунки можуть бути об'єднані у групи пакунків, що дозволяє встановити їх одночасно, однією командою. Наприклад при встановленні стільничного середовища KDE:
```
pacman -S kde
```

вам буде запропоновано обирати пакети із групи «kde», котрі ви б хотіли встановити.

### Вилучення пакунків
Для вилучення пакунків (але не встановлених залежностей):
```
pacman -R ім'я_пакунка_1
```

Для вилучення також і встановлених залежностей:
```
pacman -Rs ім'я_пакунка_1
```

Проте, команда вище може не спрацювати при видаленні групи з іншими необіхдними пакетами. В цьому випадку, використовуйте наступну команду:
```
pacman -Rsu ім'я_пакунка_1
```

### Оновлення пакунків
Pacman також може оновити усі встановлені пакунки до найактуальніших да даний момент версій за допомогою однієї команди:
```
pacman -Syu
```